# Дом-музей И. Н. Крамского
Дом-музей И. Н. Крамского — мемориальный музей в Острогожске, посвящённый жизни и творчеству русского художника Ивана Николаевича Крамского, одного из основоположников и главных деятелей товарищества передвижников. Расположен в доме, где художник провёл своё детство, ныне памятнике архитектуры федерального значения. Является отделом Острогожского историко-художественного музея им. И. Н. Крамского.

## О музее
Скромный домик с камышовой крышей построил в 1830-е годы отец художника. Николай Матвеевич Крамской переехал в Острогожск из Богучара, найдя в городе место писаря. В 1837 году здесь родился и жил до 16 лет будущий художник Иван Крамской.
В 1974 году дом был взят под охрану государства как памятник культуры, а затем передан музею. В 1984 году в доме начались реставрационные работы, во время которых размеры и расположение комнат были сохранены, а детали планировки восстановлены. В доме — сенцы, кухня и две комнаты. В экспозиции представлен документальный материал, посвящённый острогожскому периоду жизни художника в 1837—1853 годы, а интерьерная обстановка показывает быт мещан второй половины XIX века.
8 июня 1987 года, к 150-летию со дня рождения Ивана Николаевича Крамского, дом-музей открылся для посетителей. В этот же день во дворе музея был установлен бюст И. Н. Крамского работы скульптора Виктора Дудника.

## Внешние видеофайлы
- Дом-музей Крамского 150 лет
- «Так играли наши предки». Видеосюжет из Дома-музея И.Н. Крамского // Острогожский музей.
- «Искусство красивого письма». Дом-музей И.Н. Крамского. Мастер-класс. // Острогожский музей.